# Donna Axum
Donna Axum, née le 3 janvier 1942 à El Dorado, dans l'Arkansas aux États-Unis, morte le 4 novembre 2018 à Fort Worth, est couronnée Miss comté d'Union 1958, Miss Arkansas (en) 1963, puis Miss America 1964.

### Source de la traduction
- (en) Cet article est partiellement ou en totalité issu de l’article de Wikipédia en anglais intitulé « Donna Axum » (voir la liste des auteurs).